# Addiko Bank
Addiko Bank este un grup bancar cu sediul în Austria. Grupul a luat naștere în urma restructurării fostei bănci Hypo Alpe-Adria-Bank International AG, care a fost naționalizată în 2008 în contextul crizei financiare globale.

## Istoric
Grupul Addiko Bank își are originile în fosta Hypo Alpe-Adria-Bank International A.G., o bancă fondată în Austria, care s-a extins rapid în anii 1990 și 2000 în regiunea Alpi-Adriatic, inclusiv în țările din Balcani. În urma crizei financiare globale, banca a fost naționalizată de guvernul Austriei în 2009, pentru a evita colapsul sistemic.
În 2014, grupul a fost împărțit în trei componente: unitatea italiană, băncile din Balcani (actualele Addiko Bank) și o bancă de tip „bancă rea”, numită HETA Asset Resolution AG, care a preluat activele neperformante.
„Banca rea” HETA a rămas cu subsidiarele din Italia, Bulgaria, Serbia, Muntenegru și Macedonia de Nord, în timp ce operațiunile bancare viabile din Croația, Slovenia și Bosnia și Herțegovina au fost transferate în entitatea „bună”.
În 2015, entitatea „bună” a fost achiziționată de fondul de investiții Advent International (80%) și Banca Europeană pentru Reconstrucție și Dezvoltare (20%).
Începând cu 2016, banca operează sub numele de Addiko Bank având ca și obiectiv serviciile bancare digitale și creditarea.
În 2020, banca a îndeplinit criteria de Instituție Semnificativă și este supravegheată direct de către Banca Centrală Europeană.

## Addiko Bank România
Addiko Bank România este o bancă digitală lansată în 2025 ca și o bancă de creditare.
În 2024, grupul a început să își lanseze operațiunile din România prin identificarea la distanță, semnătură electronică, acces la Biroul de Credit și servicii de colectare preventivă.